# Zlatna Panega
La Zlatna Panega (in bulgaro Златна Панега?, “Panega dorata”) è un fiume della Bulgaria centro-settentrionale.

## Geografia
La Zlatna Panega nasce da una sorgente carsica nel villaggio di Zlatna Panega, in comune di Jablanica, nella regione di Loveč. Questa sorgente è la sorgente carsica più grande della Bulgaria e la temperatura della sua acqua è relativamente costante per tutto l'anno; durante la dominazione ottomana della Bulgaria, fino al 1878, essa era conosciuta anche come Altǎn Paneg.
La Zlatna Panega, però, è lunga solo alcune dozzine di km: scorre attraverso i villaggi di Zlatna Panega, Rumjancevo e Petrevene, passa per la città di Lukovit e infine sfocia nell'Iskăr.

### Onorificenze
Al fiume Zlatna Panega è intitolato il ghiacciaio di Panega, sull'isola Livingston, nelle isole Shetland Meridionali (Antartide).

## Fauna
La Zlatna Panega è molto popolare tra gli appassionati di pesca bulgari, visto che vi sono trote (con peso anche superiore a 1,5 kg), trote arcobaleno (alcune di più di 4 kg), cavedani e carpe, nonché, più raramente, idi e persici.